# Clubiona biembolata
Clubiona biembolata là một loài nhện trong họ Clubionidae. Loài này được phát hiện ở Kazakhstan.